# Burgruine Frauenhaus
Die Burgruine Frauenhaus ist die Ruine einer Höhenburg in  Neuburg am Inn südlich von Schloss Neuburg am Inn. Die Anlage wird als Bodendenkmal unter der Aktennummer D-2-7446-0110 im Bayernatlas als „untertägige Befunde im Bereich der mittelalterlichen und frühneuzeitlichen Burg Neuburg a. Inn mit der vorgelagerten mittelalterlichen Kleinburg "Frauenhaus"“ geführt. Es handelt sich um ein denkmalgeschütztes Baudenkmal mit der Aktennummer D-2-75-133-2  des Bayerischen Landesamts für Denkmalpflege.

## Geschichte
Die Ruine einer ringförmigen Anlage stammt aus dem 14. Jahrhundert. Bei der Neugestaltung der Gartenanlagen um das Schloss Neuburg unter Reichsgraf Georg Ludwig von Sinzendorf im 17. Jahrhundert wurde die vorgelagerte Ruine als Aussichtspunkt mit eigenem Sommerhaus in die Anlage einbezogen.

## Beschreibung
Die Anlage einer kleinen Spornburg liegt südlich von Schloss Neuburg auf einem abfallenden Bergrücken am Inn. Erhalten sind ein Rundturmrumpf und Mauerreste. 